# Hoyt Head
Hoyt Head är en udde i Antarktis. Den ligger i Västantarktis. Inget land gör anspråk på området.
Terrängen inåt land är kuperad västerut, men österut är den platt.  Trakten är obefolkad. Det finns inga samhällen i närheten. 